# 印度虹燈魚
印度虹灯鱼（学名：Bolinichthys indicus）为輻鰭魚綱燈籠魚目灯笼鱼科虹灯鱼属的鱼类。分布于大西洋及印度洋等海域，屬深海魚類，深度25-900公尺，背鰭軟條12-14枚;臀鰭硬棘3枚;臀鰭軟條12-14枚，體長可達4.5公分。

## 外部連結
印度虹灯鱼的圖片 （页面存档备份，存于）

## 扩展阅读
維基物種上的相關：印度虹灯鱼